# Acmopolynema hervali
Acmopolynema hervali är en stekelart som beskrevs av Gomes 1948. Acmopolynema hervali ingår i släktet Acmopolynema och familjen dvärgsteklar. Inga underarter finns listade i Catalogue of Life.